# 法國彩票公司

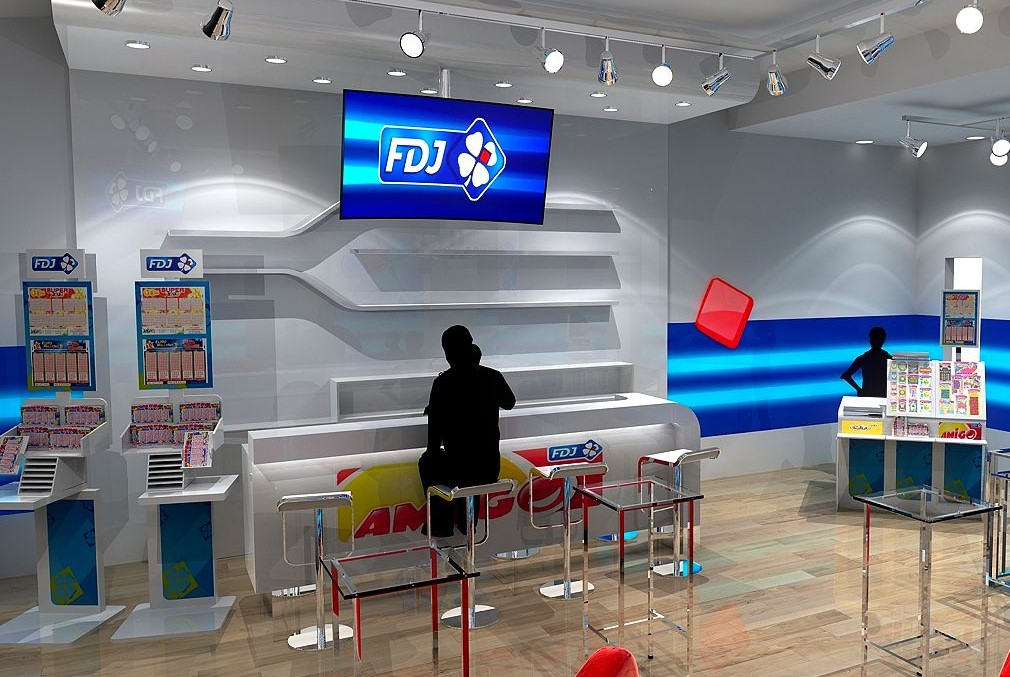
法國彩票的投注站

法國彩票（法語：La Française des Jeux，FDJ）是法國和愛爾蘭共和國的彩票運營公司。2018年7月，法國政府將法國彩票公司民營化，出售其50%持股予公眾。除了彩票之外，法國彩票亦提供在線體育博彩服務。該公司是CAC Mid 60成份股之一。

## 外部連結
- Official Française des Jeux−FDJ website （页面存档备份，存于）
- Pronostic website （页面存档备份，存于）